# Buxeuil, Indre

Buxeuil este o comună în departamentul Indre, Franța. În 1 ianuarie 2022 avea o populație de 221 de locuitori.